# Castiglione Torinese
Castiglione Torinese est une commune italienne de la ville métropolitaine de Turin dans la région Piémont en Italie.

## Administration
| Période                                  | Période  | Identité   | Étiquette    | Qualité |
| ---------------------------------------- | -------- | ---------- | ------------ | ------- |
| 14 juin 2004                             | En cours | Marina Cha | lista civica |         |
| Les données manquantes sont à compléter. |          |            |              |         |

### Hameaux
Cordova, Tetti Gillardi

### Communes limitrophes
Settimo Torinese, Gassino Torinese, San Mauro Torinese, Baldissero Torinese, Pavarolo